# Waldeck (Hessen)
Waldeck is een stad en gemeente in het noordwesten van de deelstaat Hessen. De gemeente maakt deel uit van de Landkreis Waldeck-Frankenberg en telt 6.743 inwoners.

## Geografie
Waldeck ligt aan de Edersee in het noordelijk deel van Hessen. Waldeck strekt zich vanaf de Edersee uit tot aan het Langer Wald uit.

### Bestuurlijke indeling
De gemeente Waldeck am Edersee bestaat uit de stadsdelen:
- Alraft
- Dehringhausen
- Freienhagen
- Höringhausen
- Netze
- Nieder-Werbe
- Ober-Werbe
- Sachsenhausen (niet het concentratiekamp)
- Selbach
- Waldeck

### Buurgemeenten
Waldeck grenst in het noorden aan Twistetal, in het noordoosten aan Bad Arolsen (beide in het district Waldeck-Frankenberg), in het oosten aan Wolfhagen en Naumburg (beide in de Landkreis Kassel), in het zuiden aan Edertal en in het westen aan Vöhl en Korbach (allen eveneens het district Waldeck-Frankenberg).

## Geschiedenis
De eerste schriftelijke vermelding van Waldeck stamt uit 1232. In een oorkonde betreffende het klooster Netze wordt het als universitas civitatis de waldeke vermeld. Tot 1254 wordt de plaats (eigenlijk een stad) ook met Rode aangeduid, wat duidt op een vermoedelijke aanleg als een rode. De eerst bekende burgemeester stamt uit 1311. Tot aan het begin van de 20e eeuw telde de plaats rond de 400 inwoners.

### Annexaties
In het kader van gemeentelijke herindeling werd Waldeck am Edersee in 1971 opgericht uit de tot dan toe zelfstandige gemeenten Alraft, Höringhausen, Netze, Nieder-Werbe, Selbach, Sachsenhausen en Waldeck. In 1974 kwam er een uitbreiding van de gemeente door de annexatie van de zelfstandige gemeenten Dehringhausen, Freienhagen en Ober-Werbe. Ook Neubringhausen behoort tot Waldeck.

## Politiek

### Gemeenteraad
De gemeenteraad van Waldeck bestaat uit 31 zetels, welke als volgt verdeeld zijn (sinds de gemeenteraadsverkiezingen van 26 maart 2006):
| SPD                      | 12 |
| CDU                      | 10 |
| Freie Wäher Gemeinschaft | 6  |
| FDP                      | 2  |
| Bündnis 90/Die Grünen    | 1  |

### Bestuurscollege
Het bestuurscollege (Magistratur) van Waldeck bestaat uit 7 wethouders (Stadträten). Daarvan zijn er 3 leden benoemd namens de SPD, 2 namens de CDU en elk één namens de FWG en de FDP.
De burgemeester (sinds 2006 Jörg Feldmann) wordt rechtstreeks door de inwoners van de gemeente gekozen.

### Jumelage
De gemeente kent een zogenaamd "Duits-Duitse" jumelage met Blankenhain uit Thüringen sinds 1990.

## Monumenten en recreatie

### Gebouwen
- Slot Waldeck
- Kloosterkerk in Netze met een altaar uit de 14e eeuw
- Sachsenhäuser Warte
- Stuwdam in de Eder (Edertalsperre)

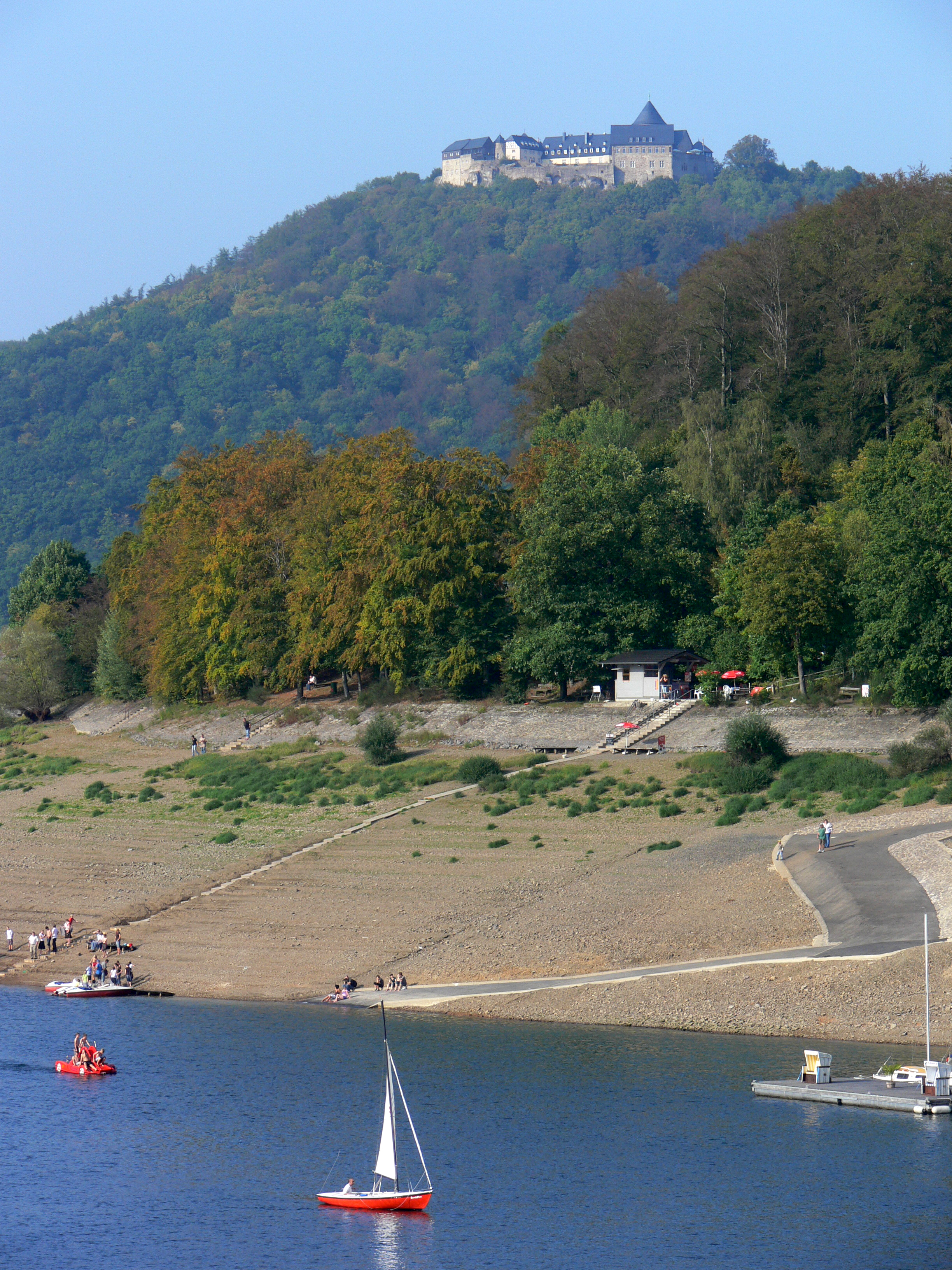
Het slot Waldeck aan de Edersee
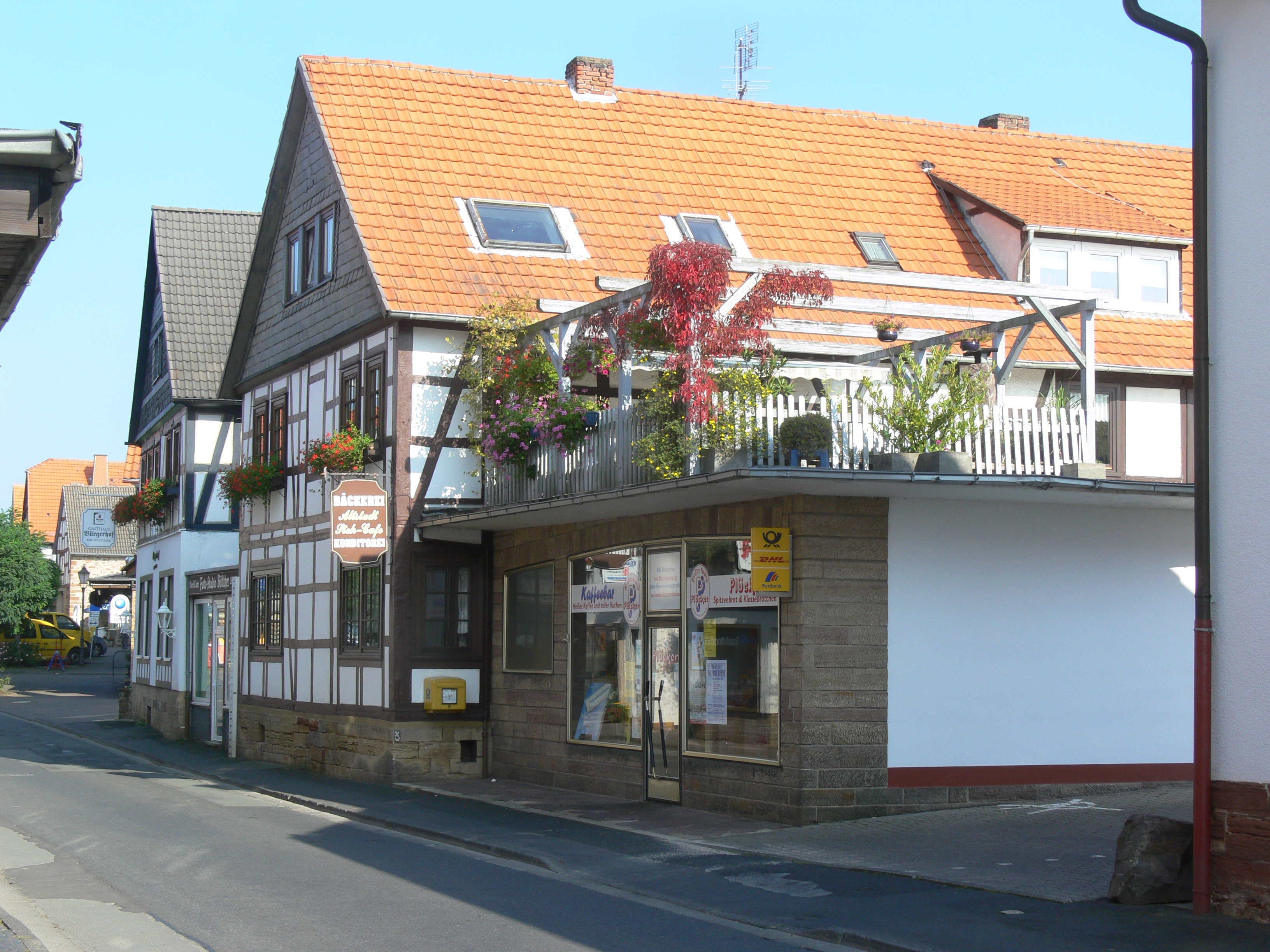
Oude stadscentrum
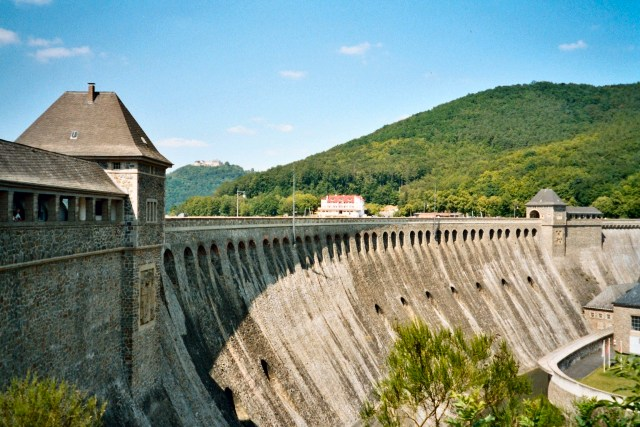
Edertalsperre

### Parken
- Oeverpromenade Waldeck

## Infrastructuur
Door de stad lopen de bundesstraßen B 251 en B 485.
Het spoorverkeer van de Ederseebahn op het spoortraject tussen Bad Wildungen en Korbach is stilgelegd vanaf 27 mei 1995.

## Geboren
- Charlotte Teske (23 november 1949), atlete

Allendorf (Eder) ·
Bad Arolsen ·
Bad Wildungen ·
Battenberg (Eder) ·
Bromskirchen ·
Burgwald ·
Diemelsee ·
Diemelstadt ·
Edertal ·
Frankenau ·
Frankenberg (Eder) ·
Gemünden (Wohra) ·
Haina (Kloster) ·
Hatzfeld (Eder) ·
Korbach ·
Lichtenfels ·
Rosenthal ·
Twistetal ·
Vöhl ·
Volkmarsen ·
Waldeck ·
Willingen (Upland)